# Grobowce Marynidów

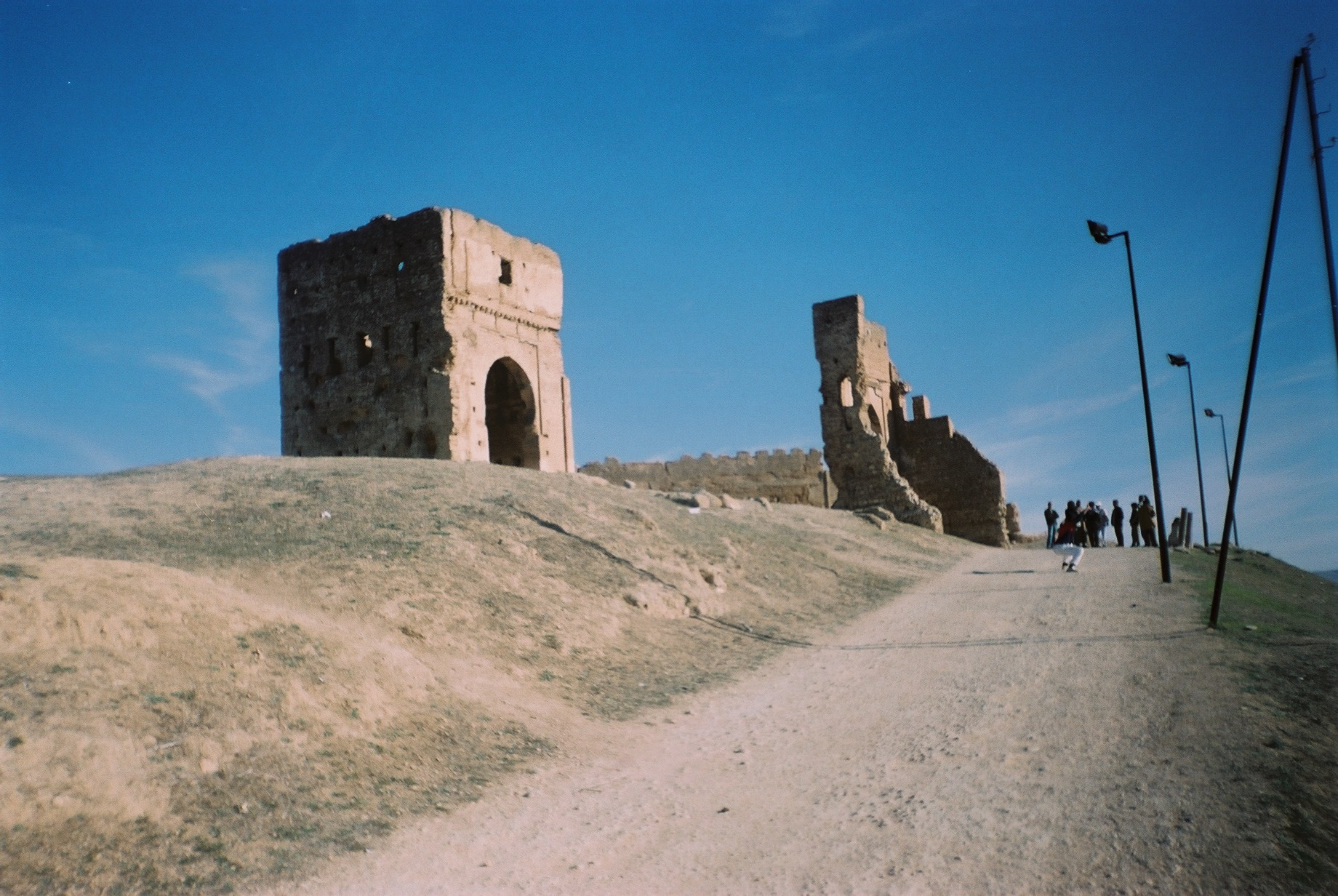
Grobowce Marynidów

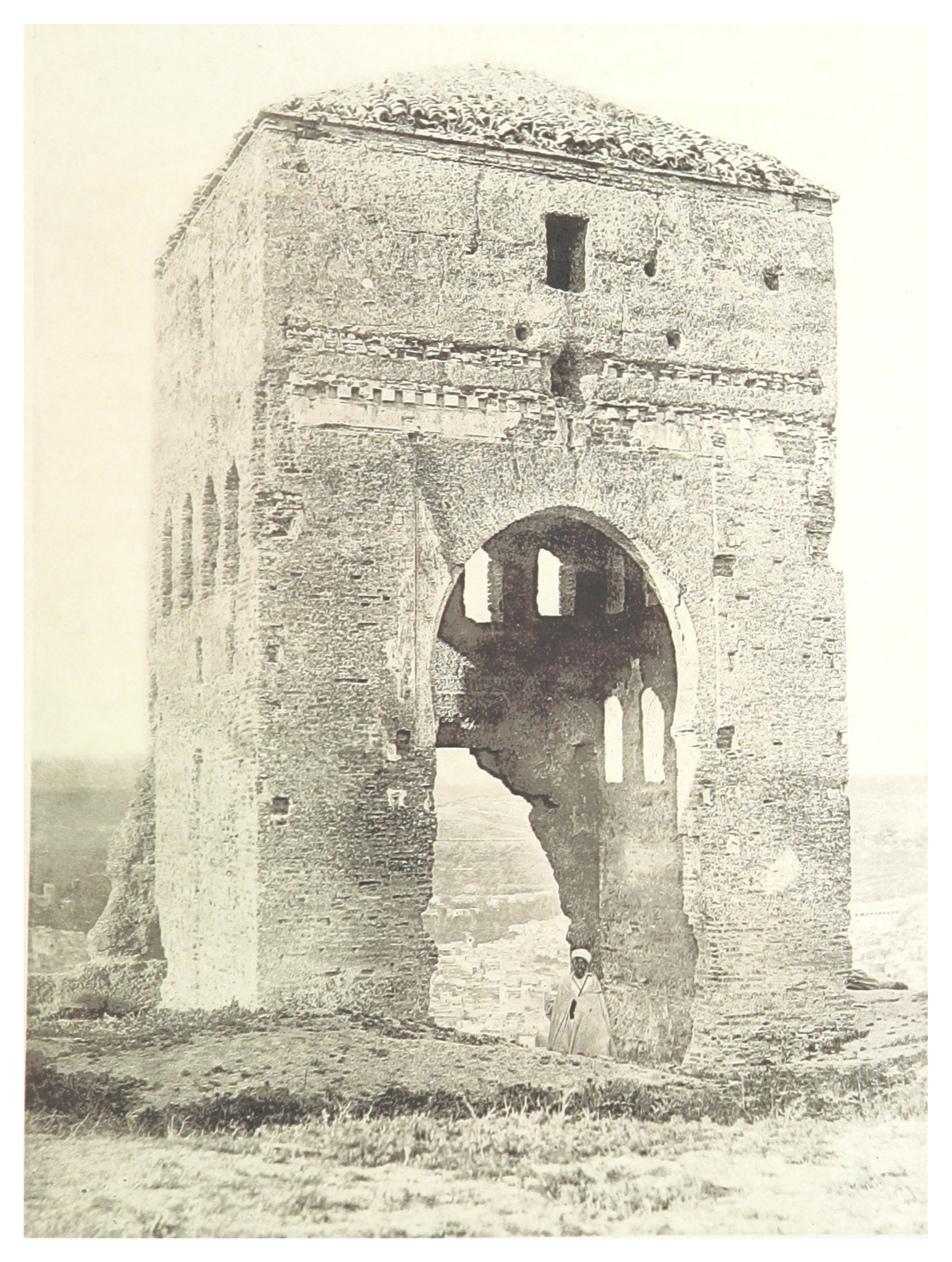
Fotografia grobowców z 1881 roku

Grobowce Marynidów – stanowisko archeologiczne w Maroku, na wzgórzu na przedmieściach Fezu. Zachowały się tu pozostałości dawnych grobowców sułtanów z dynastii Marynidów, panującej w Maroku między XIII a XV wiekiem. Grobowce znajdują się na fundamentach pierwotnego miasta, jakie powstało tu jeszcze za panowania pierwszych Idrysydów w VIII i IX wieku.
Same ruiny nie są jednak okazałe i większość turystów przybywa tu ze względu na widok, jaki roztacza się ze wzgórza na położoną niżej dzielnicę Fas al-Bali - starą medynę Fezu.